# 1935 w muzyce
Wydarzenia muzyczne w 1935 roku.

## Wydarzenia
- Swing ewoluuje z jazzu
- Frank Sinatra zaczyna muzyczną karierę
- Ella Fitzgerald zaczyna muzyczną karierę

## Urodzili się
- 6 stycznia
  - Jerzy Marchwiński, polski pianista, kameralista i pedagog (zm. 2023)
  - Nino Tempo, właśc. Anthony Bart LoTempio, amerykański piosenkarz (zm. 2025)
- 7 stycznia – Noam Sheriff, izraelski kompozytor, dyrygent i pedagog muzyczny (zm. 2018)
- 8 stycznia – Elvis Presley, amerykański piosenkarz i aktor (zm. 1977)
- 10 stycznia
  - Werner Andreas Albert, niemiecki kompozytor i dyrygent (zm. 2019)
  - Eddy Clearwater, amerykański gitarzysta i wokalista bluesowy (zm. 2018)
  - Ronnie Hawkins, amerykańsko-kanadyjski piosenkarz rock’n’rollowy, autor piosenek (zm. 2022)
  - Georg Katzer, niemiecki kompozytor (zm. 2019)
  - Sherrill Milnes, amerykański śpiewak operowy (baryton)
- 11 stycznia – Chuck Barksdale, amerykański piosenkarz R&B, muzyk zespołu The Dells (zm. 2019)
- 12 stycznia – Margherita Rinaldi, włoska śpiewaczka operowa (sopran) (zm. 2023)
- 15 stycznia – Malcolm Frager, amerykański pianista (zm. 1991)
- 16 stycznia – Joachim Grubich, polski organista, profesor nauk o sztukach pięknych, wykładowca akademicki (zm. 2025)
- 20 stycznia
  - Ugo Benelli, włoski śpiewak operowy (tenor)
  - Ivo Žídek, czeski śpiewak operowy (tenor) (zm. 2003)
- 22 stycznia – Teresa May-Czyżowska, polska śpiewaczka operowa (sopran) (zm. 2012)
- 24 stycznia – Gaqo Çako, albański śpiewak operowy (tenor) (zm. 2018)
- 26 stycznia – Zbigniew Penherski, polski kompozytor (zm. 2019)
- 28 stycznia – Łeonid Hrabowski, ukraiński kompozytor
- 30 stycznia – Wolfgang Boettcher, niemiecki wiolonczelista (zm. 2021)
- 1 lutego – Henryk Przełożyński, polski akordeonista i pedagog (zm. 2006)
- 3 lutego
  - Toni Keczer, polski wokalista zespołu Czerwono-Czarni (zm. 2009)
  - Jody Williams, amerykański gitarzysta i piosenkarz bluesowy (zm. 2018)
- 10 lutego
  - Theodore Antoniou, grecki kompozytor (zm. 2018)
  - Tadeusz Strugała, polski dyrygent
- 11 lutego
  - Bent Lorentzen, duński kompozytor (zm. 2018)
  - Gene Vincent, amerykański piosenkarz i gitarzysta rockowy (zm. 1971)
- 12 lutego – Manfred Weiss, niemiecki kompozytor (zm. 2023)
- 13 lutego – Lucjan Laprus, polski kompozytor, dyrygent symfoniczny, chórmistrz, pedagog
- 14 lutego
  - Christel Adelaar, holenderska piosenkarka i aktorka (zm. 2013)
  - Patricia Bredin, angielska aktorka, reprezentantka Wielkiej Brytanii w konkursie Eurowizji 1957 (zm. 2023)
- 15 lutego
  - George Alexander Albrecht, niemiecki dyrygent i kompozytor (zm. 2021)
  - Ilgam Szakirow, tatarski pieśniarz (zm. 2019)
  - Louis Thiry, francuski kompozytor, organista i pedagog (zm. 2019)
- 16 lutego – Sonny Bono, amerykański producent muzyczny, wokalista, aktor i polityk (zm. 1998)
- 17 lutego – Johnny Bush, amerykański piosenkarz i perkusista country, autor tekstów piosenek (zm. 2020)
- 18 lutego – Giennadij Gładkow, rosyjski kompozytor muzyki filmowej (zm. 2023)
- 25 lutego – Janusz Hajdun, polski pianista i kompozytor (zm. 2008)
- 27 lutego
  - Mirella Freni, włoska śpiewaczka operowa (sopran liryczny) (zm. 2020)
  - Alberto Remedios, brytyjski śpiewak operowy (tenor) (zm. 2016)
- 1 marca – Ernest Bryll, polski poeta, pisarz, autor tekstów piosenek, dziennikarz, tłumacz i krytyk filmowy (zm. 2024)
- 4 marca – Edward Dębicki, polski poeta, akordeonista, autor i kompozytor widowisk muzycznych, współtwórca scenariuszy filmowych i muzyki filmowej
- 7 marca – Seiji Yokoyama, japoński kompozytor muzyki filmowej (zm. 2017)
- 8 marca – Jolanta Rostworowska, polska muzykolog
- 11 marca
  - Christopher Hyde-Smith, brytyjski flecista (zm. 2024)
  - Henryk Orzyszek, polski organista i pedagog (zm. 2021)
- 14 marca – Gétatchèw Mèkurya, etiopski saksofonista jazzowy (zm. 2016)
- 15 marca – Jimmy Swaggart, amerykański pastor, pisarz, teleewangelista zielonoświątkowy i muzyk gospel (zm. 2025)
- 17 marca
  - Adam Wade, amerykański piosenkarz pop i aktor (zm. 2022)
  - Hans Wollschläger, niemiecki pisarz, tłumacz, historyk, wydawca, teoretyk muzyki i organista (zm. 2007)
- 20 marca
  - Óscar Chávez, meksykański piosenkarz, kompozytor i aktor (zm. 2020)
  - Sam Lay, amerykański perkusista bluesowy (zm. 2022)
- 21 marca
  - Erich Kunzel, amerykański dyrygent (zm. 2009)
  - Nigel Rogers, angielski śpiewak operowy (tenor), pedagog muzyczny (zm. 2022)
- 22 marca – Ireneusz Pawlak, polski muzykolog, kompozytor, profesor, duchowny rzymskokatolicki (zm. 2020)
- 24 marca
  - Peret, kataloński piosenkarz, gitarzysta, kompozytor (zm. 2014)
  - Angela Zilia, grecka piosenkarka i aktorka (zm. 2023)
- 25 marca
  - Johnny Pacheco, dominikański muzyk (zm. 2021)
  - Josep Soler i Sardà, katalońsko-hiszpański kompozytor i teoretyk muzyki (zm. 2022)
- 30 marca
  - Karl Berger, niemiecki pianista jazzowy, kompozytor, pedagog (zm. 2023)
  - John Eaton, amerykański kompozytor (zm. 2015)
  - Gordon Mumma, amerykański kompozytor muzyki poważnej
- 31 marca
  - Herb Alpert, amerykański trębacz, kompozytor, autor piosenek, piosenkarz, producent muzyczny, malarz, rzeźbiarz i aranżer
  - Yasunao Tone, japoński kompozytor jazzowy, artysta multidyscyplinarny (zm. 2025)
- 5 kwietnia
  - Peter Grant, brytyjski menedżer znany głównie z opieki nad zespołem Led Zeppelin (zm. 1995)
  - Warner Mack, amerykański piosenkarz country (zm. 2022)
  - Lech Mokrzecki, polski wiolonczelista, nauczyciel akademicki (zm. 2021)
  - Bruno Zambrini, włoski kompozytor i producent muzyczny
- 6 kwietnia – Fred Bongusto, włoski piosenkarz, kompozytor (zm. 2019)
- 8 kwietnia – David DiChiera, amerykański kompozytor muzyki klasycznej (zm. 2018)
- 9 kwietnia – Aulis Sallinen, fiński kompozytor
- 10 kwietnia – Jerzy Milian, polski muzyk jazzowy, malarz i kompozytor, wibrafonista (zm. 2018)
- 11 kwietnia
  - Richard Berry, amerykański piosenkarz, autor tekstów i muzyk (zm. 1997)
  - Pierre Kartner, holenderski piosenkarz, producent, autor tekstów piosenek (zm. 2022)
- 13 kwietnia – Jack Renner, amerykański muzyk, pedagog muzyczny, inżynier nagrań, współzałożyciel Telarc Records (zm. 2019)
- 15 kwietnia – Zita Carno, amerykańska pianistka klasyczna (zm. 2023)
- 16 kwietnia – Bobby Vinton, amerykański piosenkarz popowy
- 18 kwietnia – Stanisław Steczkowski, polski dyrygent, twórca chórów, pedagog (zm. 2001)
- 19 kwietnia – Dudley Moore, angielski aktor, komik i muzyk (zm. 2002)
- 22 kwietnia
  - Fiorenza Cossotto, włoska śpiewaczka operowa (mezzosopran)
  - Cecil McBee, amerykański kontrabasista jazzowy
- 24 kwietnia – Jerzy Godziszewski, polski pianista i pedagog (zm. 2016)
- 26 kwietnia – Conrad Susa, amerykański kompozytor operowy (zm. 2013)
- 29 kwietnia – Otis Rush, amerykański muzyk, wokalista i gitarzysta bluesowy (zm. 2018)
- 4 maja – Don Friedman, amerykański pianista jazzowy (zm. 2016)
- 5 maja – Kidd Jordan, amerykański saksofonista jazzowy i pedagog muzyczny (zm. 2023)
- 8 maja – Jerry Moss, amerykański przedsiębiorca pochodzenia żydowskiego, współzałożyciel wytwórni płytowej A&M Records (zm. 2023)
- 9 maja – Nokie Edwards, amerykański gitarzysta rockowy (zm. 2018)
- 12 maja – Gary Peacock, amerykański kontrabasista jazzowy (zm. 2020)
- 13 maja
  - Nigel Butterley, australijski kompozytor i pianista (zm. 2022)
  - Teddy Randazzo, amerykański kompozytor, piosenkarz, aranżer i producent (zm. 2003)
  - Charles Treger, amerykański skrzypek i pedagog (zm. 2023)
- 14 maja – Giampiero Artegiani, włoski piosenkarz i autor tekstów (zm. 2019)
- 18 maja – Zbigniew Popielski, polski kompozytor i pedagog (zm. 2015)
- 20 maja – Dino Saluzzi, argentyński instrumentalista, kompozytor i aranżer, wirtuoz gry na bandoneonie
- 21 maja – Terry Lightfoot, brytyjski klarnecista jazzowy (zm. 2013)
- 22 maja – Giuseppi Logan, amerykański muzyk jazzowy (zm. 2020)
- 26 maja
  - Dżansug Kachidze, gruziński dyrygent (zm. 2002)
  - Susann McDonald, amerykańska harfistka (zm. 2025)
- 27 maja
  - Len Chandler, amerykański muzyk country (zm. 2023)
  - Ramsey Lewis, amerykański pianista jazzowy[1], kompozytor, osobowość radiowa (zm. 2022)
- 31 maja – Albert Heath, amerykański perkusista jazzowy (zm. 2024)
- 1 czerwca – Rashied Ali, amerykański perkusista jazzowy (zm. 2009)
- 3 czerwca
  - Ted Curson, amerykański trębacz jazzowy, znany ze współpracy z Charlesem Mingusem (zm. 2012)
  - Enzo Jannacci, włoski piosenkarz i kompozytor (zm. 2013)
- 5 czerwca
  - Misha Mengelberg, holenderski pianista jazzowy i kompozytor (zm. 2017)
  - Anne Pashley, brytyjska lekkoatletka sprinterka, olimpijka; śpiewaczka operowa (zm. 2016)
  - Peter Schat, holenderski kompozytor (zm. 2003)
- 8 czerwca – Jurij Smirnow, rosyjski gitarzysta, kompozytor, pedagog (zm. 2021)
- 11 czerwca – Nina Timofiejewa, rosyjska tancerka baletowa (zm. 2014)
- 20 czerwca
  - Jennifer Ward Clarke, brytyjska wiolonczelistka (zm. 2015)
  - Vi Subversa, angielska gitarzystka i wokalistka anarcho-punkowego zespołu Poison Girls (zm. 2016)
- 23 czerwca – Jan Wojtacha, polski dyrygent, kierownik chóru, wykładowca akademicki (zm. 2021)
- 24 czerwca – Terry Riley, amerykański kompozytor, przedstawiciel minimalizmu
- 25 czerwca
  - Eddie Floyd, amerykański muzyk soulowy i rhythm’n’bluesowy
  - Michaił Woskriesienski, rosyjski pianista i pedagog muzyczny
- 1 lipca – James Cotton, amerykański muzyk bluesowy, harmonijkarz, wokalista i autor tekstów (zm. 2017)
- 2 lipca – Jerzy Dynia, polski dziennikarz, muzyk i popularyzator folkloru (zm. 2020)
- 3 lipca – Cheo Feliciano, portorykański kompozytor i piosenkarz, wykonujący muzykę salsa i bolero (zm. 2014)
- 7 lipca – Sheila Stewart, szkocka piosenkarka folkowa (zm. 2014)
- 8 lipca
  - Steve Lawrence, amerykański piosenkarz (zm. 2024)
  - Kai Pahlman, fiński piłkarz, aktor, kompozytor i pianista (zm. 2013)
- 9 lipca – Mercedes Sosa, argentyńska pieśniarka (zm. 2009)
- 13 lipca – Totoyo Millares, hiszpański muzyk folkowy, pedagog (zm. 2022)
- 17 lipca
  - Diahann Carroll, amerykańska aktorka i piosenkarka (zm. 2019)
  - Peter Schickele, amerykański kompozytor muzyki poważnej (zm. 2024)
- 18 lipca – Sabahudin Kurt, bośniacki piosenkarz (zm. 2018)
- 19 lipca – Gerd Albrecht, niemiecki dyrygent (zm. 2014)
- 20 lipca – Sleepy LaBeef, amerykański piosenkarz, muzyk i aktor (zm. 2019)
- 21 lipca
  - Pierre Cullaz, francuski muzyk jazzowy (zm. 2014)
  - Margit Schramm, niemiecka śpiewaczka operowa (sopran) (zm. 1996)
- 24 lipca – Les Reed, angielski kompozytor, aranżer, muzyk i lider orkiestry (zm. 2019)
- 26 lipca – Margarita Lilova, bułgarska śpiewaczka operowa (zm. 2012)
- 29 lipca – Peter Schreier, niemiecki śpiewak (tenor) i dyrygent (zm. 2019)
- 3 sierpnia
  - Maria Bieșu, mołdawska śpiewaczka operowa (sopran) (zm. 2012)
  - Jewgienij Botiarow, radziecki i rosyjski kompozytor muzyki filmowej (zm. 2010)
- 6 sierpnia – Irma Capece Minutolo, włoska śpiewaczka i aktorka (zm. 2023)
- 7 sierpnia – Rahsaan Roland Kirk, amerykański multiinstrumentalista jazzowy (zm. 1977)
- 8 sierpnia – János Fürst, węgierski dyrygent i koncertmistrz (zm. 2007)
- 10 sierpnia – Gia Kanczeli, gruziński kompozytor (zm. 2019)
- 12 sierpnia
  - Richard Conrad, amerykański śpiewak operowy (zm. 2019)
  - Harry Kupfer, niemiecki reżyser operowy (zm. 2019)
- 19 sierpnia – Earl Gaines, amerykański wokalista soulowy i bluesowy (zm. 2009)
- 21 sierpnia
  - Lord Creator, trynidadzki muzyk, piosenkarz calypso, R&B, ska i rocksteady (zm. 2023)
  - Władimir Turijanski, rosyjski poeta, kompozytor, bard (zm. 2024)
- 30 sierpnia – John Phillips, amerykański muzyk, wokalista, członek zespołu The Mamas & the Papas (zm. 2001)
- 1 września – Seiji Ozawa, japoński dyrygent (zm. 2024)
- 3 września
  - Otto Ketting, holenderski kompozytor (zm. 2012)
  - Dorothy Masuka, południowoafrykańska piosenkarka jazzowa pochodząca z Zimbabwe (zm. 2019)
  - Armando Pierucci, włoski franciszkanin, kompozytor, organista
- 11 września – Arvo Pärt, estoński kompozytor muzyki chóralnej i instrumentalnej
- 13 września – Bruce Lundvall, amerykański miłośnik jazzu, szef wytwórni płytowej (zm. 2015)
- 18 września – Barbara Halska, polska pianistka, kameralistka i pedagog (zm. 2020)
- 19 września – Stanisław Sieruta, polski śpiewak i tancerz ludowy (zm. 2016)
- 22 września – Virgilijus Noreika, litewski śpiewak operowy (tenor) (zm. 2018)
- 23 września – Les McCann, amerykański pianista i wokalista jazzowy (zm. 2023)
- 27 września – Joe Quijano, portorykański piosenkarz, muzyk salsa i dyrygent (zm. 2019)
- 29 września – Jerry Lee Lewis, amerykański piosenkarz, autor tekstów i pianista, jeden z pionierów rockabilly i rock and rolla (zm. 2022)
- 30 września – Johnny Mathis, amerykański piosenkarz
- 1 października – Julie Andrews, brytyjska aktorka, piosenkarka i autorka książek
- 9 października – Johnnie Bassett, amerykański muzyk bluesowy; gitarzysta, piosenkarz i autor tekstów piosenek (zm. 2012)
- 10 października – Stanisław Jopek, polski śpiewak (tenor), solista zespołu Mazowsze (zm. 2006)
- 11 października – Jan van Vlijmen, holenderski kompozytor (zm. 2004)
- 12 października
  - Sam Moore, amerykański piosenkarz soulowy, muzyk duetu Sam and Dave (zm. 2025)
  - Luciano Pavarotti, włoski śpiewak operowy (tenor liryczny) (zm. 2007)
- 14 października – La Monte Young, amerykański kompozytor muzyki awangardowej i eksperymentalnej
- 15 października
  - Barry McGuire, amerykański gitarzysta i wokalista folkowy
  - Dana Lerska, polska piosenkarka (zm. 2006)
- 16 października – Sugar Pie DeSanto, właśc. Peylia Marsema Balinton, amerykańska piosenkarka i tancerka R&B (zm. 2024)
- 18 października – Jordi Cervelló, kataloński kompozytor i pedagog (zm. 2022)
- 19 października – Andrzej Jastrzębiec-Kozłowski, polski poeta, literat oraz autor tekstów piosenek (zm. 2009)
- 20 października
  - Roy Bailey, angielski piosenkarz folkowy (zm. 2018)
  - Feim Ibrahimi, albański kompozytor (zm. 1997)
  - Jerry Orbach, amerykański aktor, znany głównie jako odtwórca ról telewizyjnych i musicalowych (zm. 2004)
- 23 października
  - Sándor Kallós, radziecki i rosyjski kompozytor muzyki filmowej węgierskiego pochodzenia
  - Zbigniew Rudziński, polski kompozytor i pedagog (zm. 2019)
- 24 października – Malcolm Bilson, amerykański pianista
- 1 listopada – Andrzej Czajkowski, polski pianista i kompozytor pochodzenia żydowskiego (zm. 1982)
- 2 listopada – Wiktor Zatwarski, polski piosenkarz i aktor (zm. 2022)
- 3 listopada – Henry Grimes, amerykański kontrabasista jazzowy (zm. 2020)
- 4 listopada – Elgar Howarth, angielski dyrygent, kompozytor i trębacz (zm. 2025)
- 9 listopada
  - Claude Kahn, francuski pianista klasyczny (zm. 2023)
  - Jerry Hopkins, amerykański dziennikarz, autor biografii m.in. Elvisa Presleya, Jima Morrisona i The Doors (zm. 2018)
- 11 listopada – Jack Alexander, szkocki piosenkarz i pianista, znany z zespołu country folkowego The Alexander Brothers (zm. 2013)
- 17 listopada – Roswell Rudd, amerykański puzonista jazzowy, kompozytor (zm. 2017)
- 18 listopada
  - Alain Barrière, francuski piosenkarz i kompozytor (zm. 2019)
  - Con Cluskey, irlandzki piosenkarz, członek trio The Bachelors (zm. 2022)
- 23 listopada – Harris Goldsmith, amerykański pianista, pedagog i krytyk muzyczny (zm. 2014)
- 27 listopada
  - Al Jackson Jr., amerykański perkusista, producent i kompozytor (zm. 1975)
  - Helmut Lachenmann, niemiecki kompozytor, pianista i nauczyciel akademicki
  - Adam Sławiński, polski kompozytor, pianista, krytyk muzyczny
- 1 grudnia – Woody Allen, amerykański scenarzysta, reżyser, aktor, muzyk, producent i kompozytor
- 2 grudnia
  - Ronnie Mathews, amerykański pianista jazzowy (zm. 2008)
  - Jürg Wyttenbach, szwajcarski kompozytor, dyrygent i pianista (zm. 2021)
- 4 grudnia – Richard Seal, angielski organista i dyrygent chórów (zm. 2022)
- 6 grudnia – Jean Lapointe, kanadyjski aktor, piosenkarz i polityk (zm. 2022)
- 7 grudnia – Armando Manzanero, meksykański piosenkarz i kompozytor (zm. 2020)
- 9 grudnia
  - David Houston, amerykański piosenkarz country (zm. 1993)
  - Toni Santagata, włoski piosenkarz i artysta kabaretowy (zm. 2021)
- 17 grudnia – Hugh Fordin, amerykański producent nagrań i pisarz (zm. 2019)
- 19 grudnia – Eduard Łazariew, mołdawski i sowiecki kompozytor
- 22 grudnia – Alfi Kabiljo, chorwacki dyrygent i kompozytor (zm. 2025)
- 23 grudnia – Esther Phillips, afroamerykańska śpiewaczka bluesowa, rhythmandbluesowa i jazzowa (zm. 1984)
- 26 grudnia
  - Viorica Cortez, rumuńska śpiewaczka operowa (mezzosopran)
  - Duke Fakir, amerykański wokalista soulowy, muzyk zespołu The Four Tops (zm. 2024)
- 30 grudnia – Wolfgang Dauner, niemiecki pianista i kompozytor jazzowy (zm. 2020)

## Zmarli
- 11 stycznia – Marcelina Sembrich-Kochańska, polska śpiewaczka operowa (sopran) (ur. 1858)
- 16 stycznia – Richard Wetz, niemiecki kompozytor, dyrygent i teoretyk muzyki okresu romantyzmu (ur. 1875)
- 22 stycznia – Zequinha de Abreu, brazylijski kompozytor, flecista i klarnecista (ur. 1880)
- 28 stycznia – Michaił Ippolitow-Iwanow, rosyjski kompozytor i dyrygent (ur. 1859)
- 2 lutego – Clara Smith, afroamerykańska piosenkarka bluesowa (ur. 1894)
- 8 lutego – Kazimierz Worch, polski śpiewak operowy (baryton) (ur. 1892)
- 16 marca – Adam Rapacki, polski dyrygent, śpiewak i kompozytor (ur. 1896)
- 2 kwietnia – Bennie Moten, amerykański pianista jazzowy, leader zespołu (ur. 1894)
- 5 kwietnia – Emil Młynarski, polski skrzypek, dyrygent, kompozytor (ur. 1870)
- 28 kwietnia – Alexander Mackenzie, szkocki kompozytor i dyrygent (ur. 1847)
- 29 kwietnia – Leroy Carr, amerykański muzyk bluesowy i jazzowy; pianista, wokalista, kompozytor (ur. 1905)
- 17 maja – Paul Dukas, francuski kompozytor, krytyk, pedagog (ur. 1865)
- 19 maja – Charles Martin Loeffler, amerykański kompozytor i skrzypek pochodzenia niemieckiego (ur. 1861)
- 29 maja – Josef Suk, czeski skrzypek i kompozytor (ur. 1874)
- 24 czerwca – Carlos Gardel, argentyński śpiewak francuskiego pochodzenia (ur. 1890)
- 16 lipca – Zygmunt Butkiewicz, polski wiolonczelista i pedagog muzyczny (ur. 1872)
- 20 sierpnia – Otakar Ostrčil, czeski kompozytor i dyrygent (ur. 1879)
- 6 października – Frederic Hymen Cowen, brytyjski pianista, dyrygent i kompozytor (ur. 1852)
- 22 października – Komitas Wardapet, ormiański kompozytor, dyrygent chórów, muzykolog (ur. 1869)
- 26 października – Ákos Buttykay, węgierski kompozytor i pianista (ur. 1871)
- 28 listopada – Erich Moritz von Hornbostel, niemiecki etnomuzykolog (ur. 1877)
- 4 grudnia – Johan Halvorsen, norweski kompozytor, dyrygent i skrzypek (ur. 1864)
- 11 grudnia – Modest Męciński, ukraiński śpiewak operowy (tenor) (ur. 1875)
- 24 grudnia – Alban Berg, austriacki kompozytor (ur. 1885)

## Albumy
- polskie
- zagraniczne

## Opera
- Reynaldo Hahn – Le Marchand de Venise
- Karl Amadeus Hartmann – Simplicius Simplicissimus
- Arthur Honegger – Jeanne d’Arc au bûcher
- Pietro Mascagni – Nerone

## Film muzyczny
- 22 marca – odbyła się premiera filmu Mississippi w reżyserii A. Edwarda Sutherlanda.